# Pakistan International Airlines

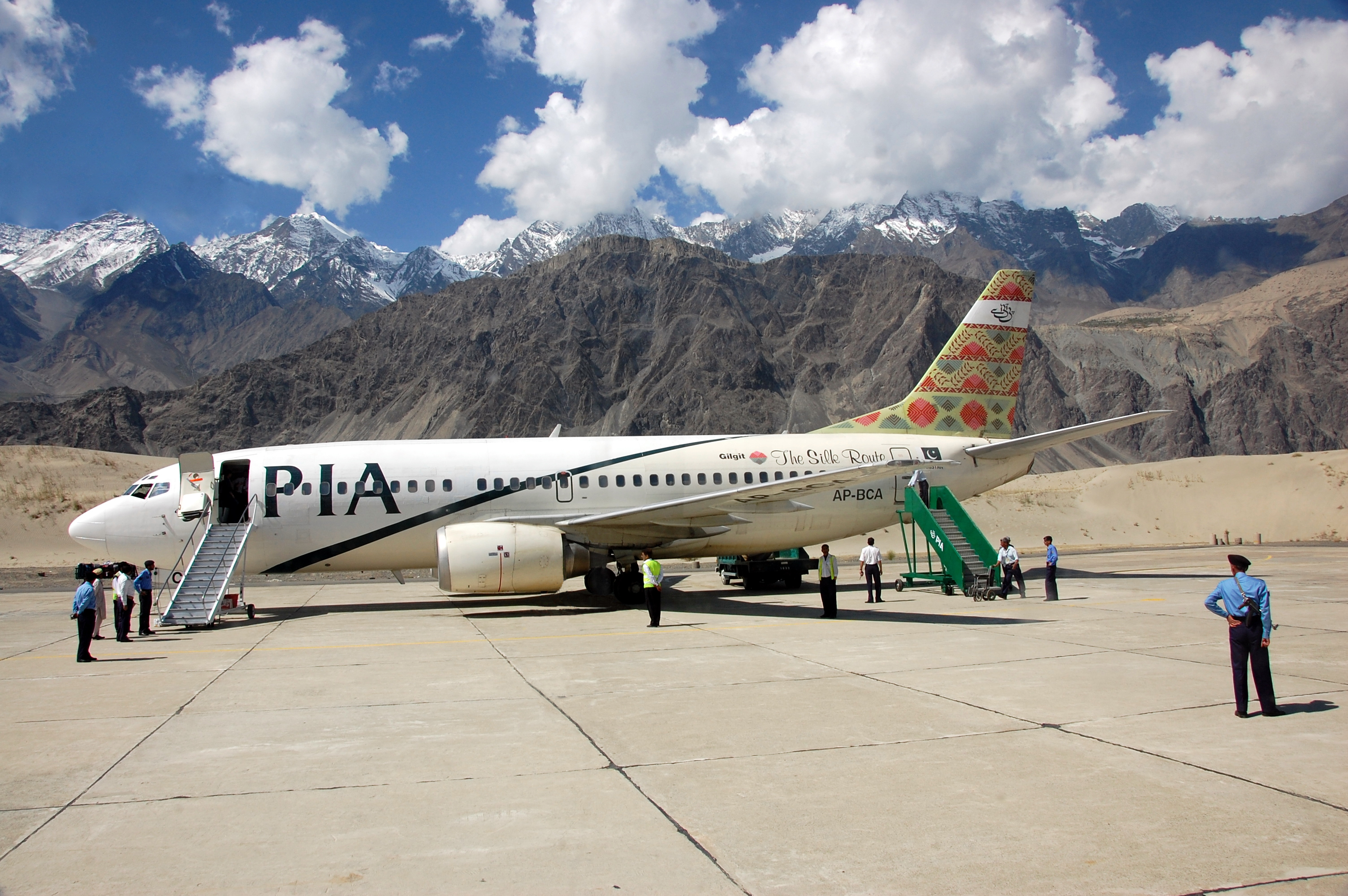
Odbavovaný Boeing 737-300 pákistánských aerolinií na Letiši Skardu v Pákistánu

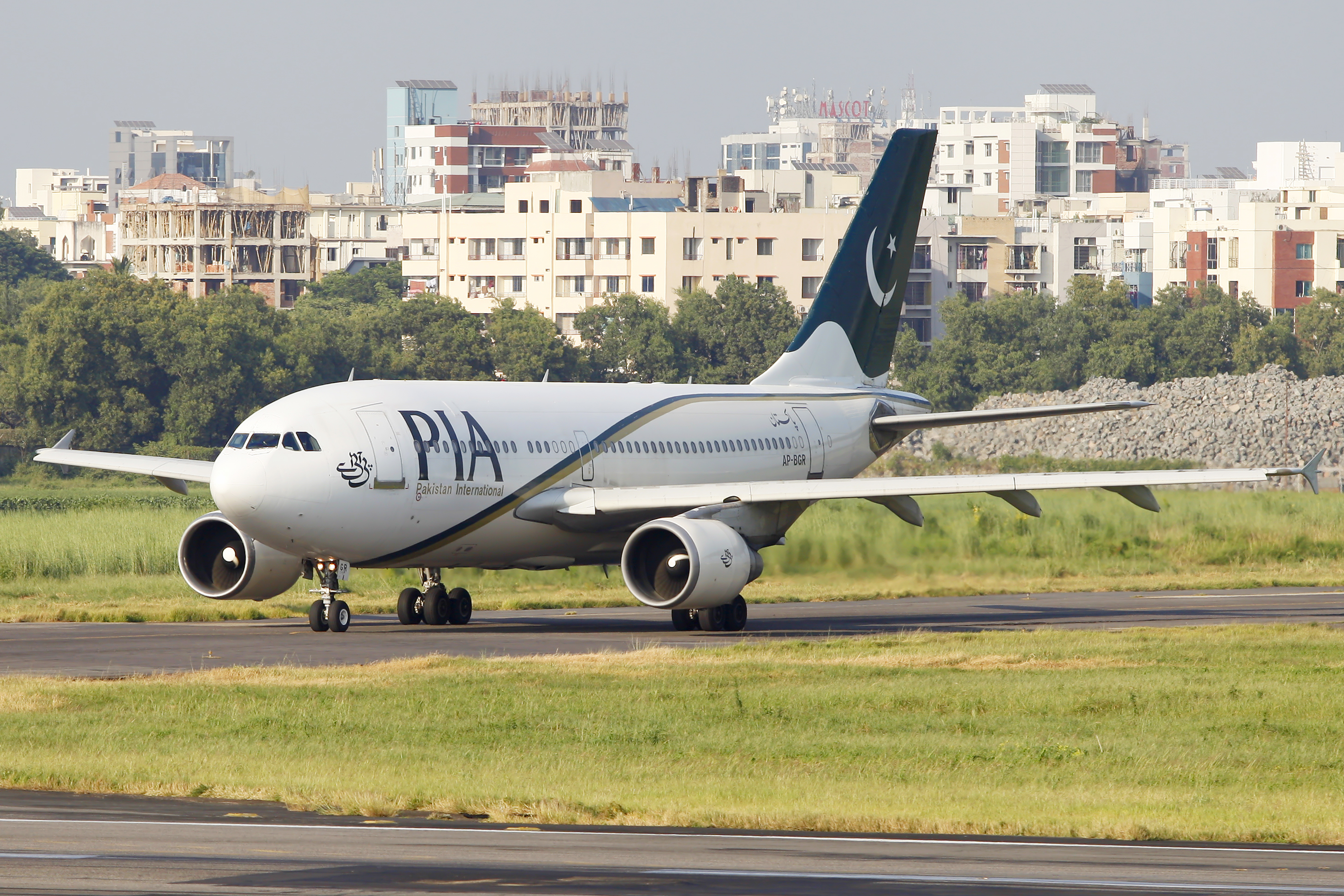
Pojíždějící Airbus A310-325ET PIA v roce 2014

Pakistan International Airlines (urdsky: پاکستان بین القوامی ہوائی راستہ), zkráceně PIA je národní letecká společnost Pákistánu se sídlem v Karáčí. Hlavní leteckou základnu má společnost na Mezinárodním letišti Džinnáh v Karáčí, dále na Letišti v Islámábádu a v Láhauru.
Společnost byla založena 23. října 1946 jako Orient Airways. V současnosti je největší leteckou společností v Pákistánu a má flotilu kolem čtyřiceti letadel, postupně se privatizuje (2016). V prosinci 2016 společnost provozovala lety do 22 domácích a 27 mezinárodních destinací v Asii, Evropě, Blízkém východu a Severní Americe. Denně provozuje kolem 100 letů.
Pro PIA létaly v roce 2013 dva Boeingy 737-800 české letecké společnosti Travel Service.

## Flotila

### Současná
Flotila PIA v prosinci 2016 čítala 36 letadel a 12 dalších měla objednaných:

## Letecké nehody
- 1. června 1957 se letoun Douglas DC-3 na trase do Dháky v dneším Bangladéši zřítil do Bengálského zálivu. Z 24 lidí na palubě nikdo nepřežil.
- 15. května 1958 se zřítil Convair CV-240 krátce po vzletu z letiště v Dillí. Zahynulo 25 z 42 lidí na palubě a 2 lidé na zemi. Vyšetřování prokázalo, že kapitán byl v bezměsíčné a prašné noci dezorientovaný a prudce potlačil řízení krátce poté, co se letoun odlepil od ranveje.
- 18. května 1959 havaroval čtyři měsíce starý Vickers Viscount při přistání v Islámábádu. Letoun sjel z ranveje a skončil ve sběrném kanálu. Nikdo nezemřel.
- Tři měsíce po této nehodě havaroval v Karáčí další Vickers Viscount při cvičném pokusu o opakované přiblížení bez dvou funkčních motorů. Dva ze tří lidí na palubě zahynuli.
- 26. března 1965 narazil Douglas DC-3 do hornatého terénu v průsmyku Lowari. Zahynulo 18 z 22 pasažérů a všichni 4 členové posádky.
- Let PIA 705 – 20. května 1965 se zřítil při přistání v Káhiře Boeing 720. Ze 127 lidí na palubě přežilo pouze 6.
- 8. října 1965 narazil nákladní Fokker F27 Friendship do horského hřbetu poblíž vesnice Patian a zřítil se z třísetmetrového srázu. Všichni čtyři členové posádky zahynuli.
- Let PIA 17 – 2. února 1966 se zřítil po selhání hlavní převodovky vrtulník Sikorsky S-61. Z 24 lidí na palubě přežil pouze jeden.
- 6. srpna 1970 havaroval krátce po vzletu z Láhauru v silné bouři Fokker F27. Zahynulo všech 26 cestujících a 4 členové posádky.
- 3. prosince 1971 se francouzský občan pokusil unést letadlo na lince z Paříže do Karáčí. Francouzské speciální síly útočníka zneškodnily.
- Let PIA 631 – 6. prosince 1972 narazil Fokker F27 na lince Gilgit - Rawalpindi v dešti do hornatého terénu. Z 26 lidí na palubě nikdo nepřežil.
- 20. ledna 1978 ozbrojený muž unesl letadlo společnosti PIA s 22 cestujícími na palubě a požadoval let do Indie. Ředitel PIA se dostavil na palubu, aby s únoscem vyjednával. Když se ho pokusil odzbrojit, byl postřelen, ale přesto se mu podařilo únosce zpacifikovat.
- Let PIA 740 – 26. listopadu 1979 vypukl krátce po startu z Džiddy na palubě Boeingu 707 z neznámých příčin požár. Letoun se při pokusu o návrat na letiště zřítil, nikdo ze 156 lidí na palubě nepřežil.
- Let PIA 326 – 2. března 1981 unesli tři muži letoun Boeing 720 a odletěli s ním do Kábulu. Více než stovku pasažérů drželi na palubě letadla skoro dva týdny, dokud Pákistán nepropustil 55 vězněných Afghánců. Pákistánský diplomat Tariq Rahim byl během vyjednávání popraven.
- 4. února 1986 přistával Boeing 747 kvůli chybě pilota bez vysunutého podvozku. Při incidentu nikdo nezemřel.
- 23. října 1986 se Fokker F27 zřítil při přistání na letišti v Pešáváru. Z 54 lidí na palubě jich 13 zahynulo.
- Let PIA 404 – 25. srpna 1989 zmizel krátce po vzletu z Gilgitu Fokker F27. Všech 54 lidí na palubě bylo prohlášeno za mrtvé.
- Let PIA 268 – 28. září 1992 narazil Airbus A300 během přistání na letišti v Káthmándú kvůli chybě pilota do terénu. Nikdo ze 167 lidí na palubě nepřežil.
- Let PIA 544 – 25. května 1998 byl Fokker F27 krátce po startu z Gwadaru unesen a donucen přistát v Hyderabadu. Speciální pákistánské jednotky všechny útočníky zatkly. Při incidentu nebyl nikdo zraněn.
- Let PIA 688 – 10. července 2006 se Fokker F27 zřítil kvůli selhání motoru krátce po startu z Multanu do pole. Nikdo ze 45 lidí na palubě nepřežil.
- 31. srpna 2012 ATR 42 při přistání v Láhauru nedoletěl až na ranvej a zastavil se na trávě. Nikdo z 46 lidí na palubě nezemřel.
- 11. února 2013 selhala Boeingu 737 při přistání v Maskatu pravá část podvozku. Ze 114 lidí na palubě nikdo nezahynul.
- Let PIA 756 – 24. června 2014 začal na Airbus A310 při přistání v Pešáváru někdo střílet z kulometu. Letadlo bezpečně přistálo, ale jeden cestující byl zabit a dva členové posádky raněni.
- Let PIA 661 – 7. prosince 2016 se po selhání motoru zřítil poblíž Havelianu letoun ATR 42. Nikdo z 47 lidí na palubě nepřežil.
- Let PIA 8303 – 22. května 2020 se Airbus A320 při pokusu o přistání v Karáčí zřítil do obydlené čtvrti poblíž letiště. Zahynulo 97 z 99 lidí na palubě a jeden člověk na zemi.